# Бартоломе Кардуччі
Бартоломе Кардуччі, також Бартоломе Кардуччо  (італ. Bartolomeo Carducci 1560, Флоренція — 1608, Мадрид) — італійський художник, скульптор і архітектор доби маньєризму, що оселився в Іспанії, де працював до власної смерті. Рідний брат художника Вінченцо Кардуччі (1578—1638).

## Життєпис
- Народився в місті Флоренція 1560 року[1].
- Мав молодшого брата Вінченцо Кардуччі, що теж став художником і помічником.
- Отримав широку художню освіту у Флоренції і був художником, скульптором і архітектором. Навчався у Федеріко Цуккаро та флорентійських маньєристів[1]. Архітектуру і скульптуру вивчав під керівництвом Бартоломео Амманаті.
- Виконав декілька замов разом із Федеріко Цуккарі у Флоренції та в Римі.
- 1585 року емігрував у Іспанію[1].
- 1598 року отримав звання надвірного художника короля Іспанії Філіпа ІІІ[1].
- Працював в різних містх Іспанії (Ескоріал, Мадрид, Сеговія, Вальядолід)[1].
- Виконав низку алегоричних зображень в бібліотеці монастиря-палацу Ескоріал. Брав замови на вівтарні і релігійні образа.
- Працював художником-декоратором у королівському палаці Ель Пардо в місті Мадрид.
- Помер в Мадриді 1608 року[1].

## Вибрані твори

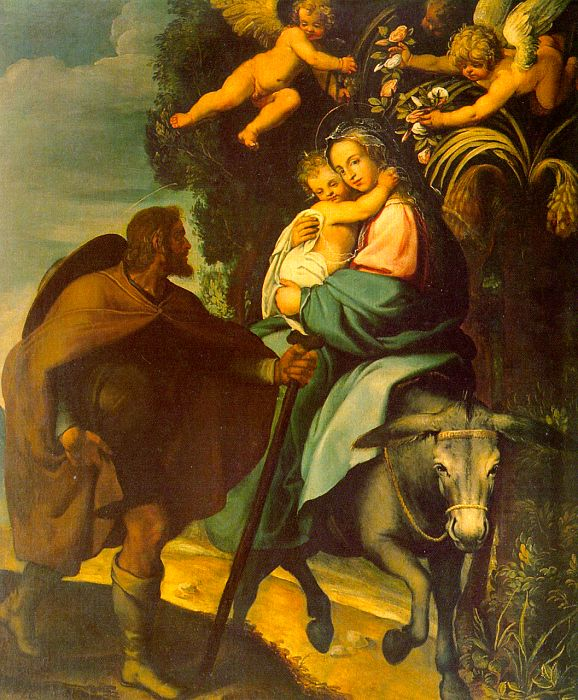
Бартоломе Кардучо."Втеча Святої Родини в Єгипет" (Ермітаж, Санкт-Петербург).

- «Христа знімають з креста», 1595, Національний музей Прадо
- «Алегорія Граматики», Ескоріал[2]
- "Алегорія Діалектики "
- «Алегорія Красномовства»
- «Алегорія Математики»
- «Алегорія Музики»
- «Смерть Франциска Асізького», 1593, Лісабон, Португалія
- «Таємна вечеря», 1605, Національний музей Прадо
- «Втеча Святої Родини в Єгипет», до 1603 р., Ермітаж, Санкт-Петербург[1]

## Джерела і посилання

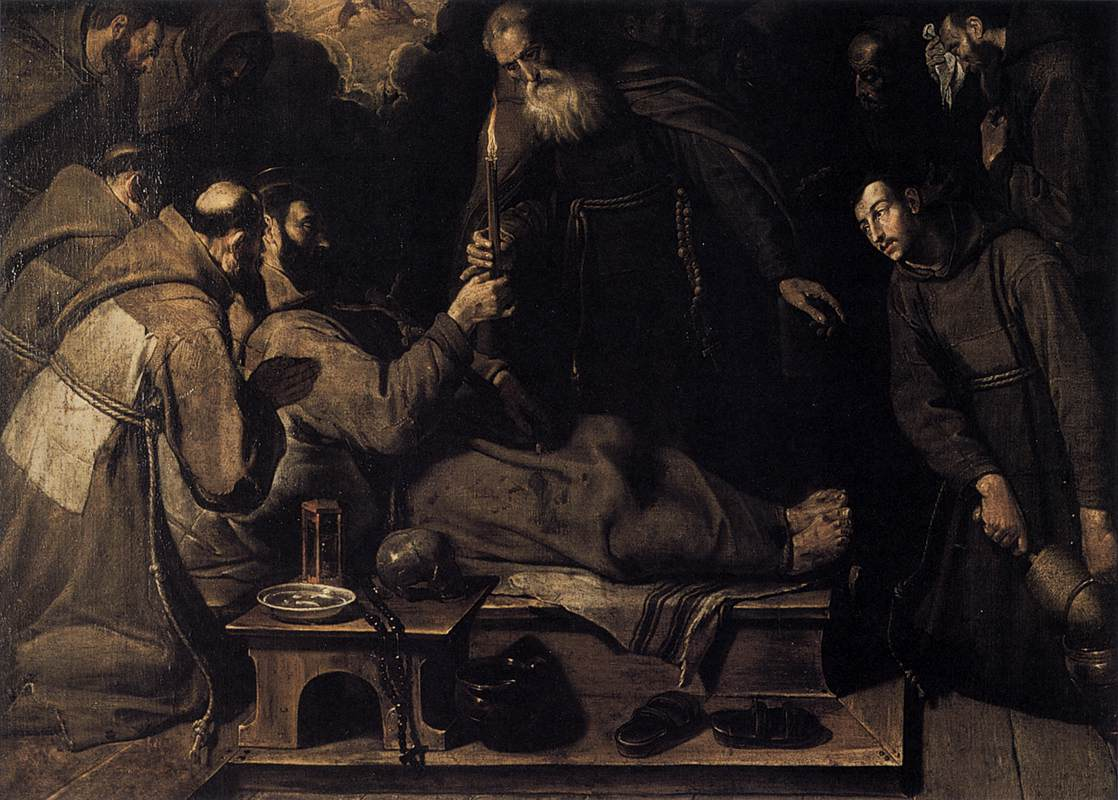
« Смерть Франциска Асізького», 1593, Національний музей старовинного мистецтва, Лісабон, Португалія